# شاخص سوخت و ساز
معادل سوخت و ساز کار (به انگلیسی: Metabolic Equivalent of Task (MET)) یا صرفاً معادل سوخت و ساز یا هم‌ارز سوخت‌وسازی (به انگلیسی: Metabolic equivalent)، مقیاسی فیزیولوژیکی است که بیانگر هزینهٔ انرژی مربوط به فعالیت‌های فیزیکی است و به صورت نسبتی از میزان سوخت و ساز (و در نتیجه نسبت مصرف انرژی) در طی یک فعالیت فیزیکی خاص، در مقایسه با یک نسبت متابولیک مرجع است که بر حسب قرار داد برابر 3.5 ml O2•kg−۱•min−۱ یا معادل زیر در نظر گرفته می‌شود:
{\displaystyle {\text{1 MET}}\ \equiv \ 1{\dfrac {\text{kcal}}{{\text{kg}}*{h}}}\ \equiv \ 4.184{\dfrac {\text{kJ}}{{\text{kg}}*{h}}}}
1 MET همچنین به صورت 58.2 W/m2 (18.4 Btu/h·ft2),تعریف می‌شود که برابر است با انرژی تولید شده در هر واحد سطح مربوط به فردی متوسط که در حالت استراحت است. محدودهٔ سطح یک فرد متوسط برابر با 1.8 m2 (19 ft2) می‌باشد. نسبت متابولیک معمولاً بر حسب واحد سطح کل سطح بدن بیان می‌شود (ANSI/ASHRAE استاندارد ۵۵).
در اصل، 1 MET، نسبت متابولیکی حالت استراحت (RMR) در نظر گرفته می‌شد که در طی نشستن آرام به دست می‌آمد. مقادیر MET مربوط به فعالیت‌ها از ۰٫۹ (در حالت خواب) تا ۲۳ (دویدن با سرعت ۲۲٫۵ کیلومتر بر ساعت یا ۴:۱۷ مایل) را شامل می‌شود.
اگرچه RMR هر شخص ممکن است انحرافی را از مقدار مرجع نشان دهد، MET را می‌توان شاخص شدت فعالیت در نظر گرفت: مثلاً، میزان انرژی مورد نیاز برای فعالیتی که مقدار MET آن ۲ می‌باشد، مانند دویدن با سرعت کم (مثلاً ۳ کیلومتر در ساعت) نسبت به میزان انرژی مصرفی فردی که در حال استراحت است (مثلاً نشستن آرام)، دو برابر است.
MET به عنوان ابزاری برای بیان شدت و مصرف انرژی فعالیت‌ها، به شیوه ای به کار می‌رود که می‌توان افراد با وزن‌های متفاوت را با هم سنجید. مصرف انرژی واقعی (مثلاً بر حسب کالری یا ژول) در طی یک فعالیت به وزن شخص بستگی دارد؛ از این رو، هزینهٔ انرژی انجام همان فعالیت برای افرادی که وزن یکسان ندارند، متفاوت است. با اینحال، از آنجا که RMR نیز به شیوه‌ای مشابه به وزن بستگی دارد، فرض می‌شود که نسبت این هزینهٔ انرژی به RMR هر فرد برای یک فعالیت خاص کم و بیش ثابت باقی می‌ماند و به همین جهت مستقل از وزن هر فرد است.
مقدار مرجع 1 kcal•kg−۱•h−۱، بر حسب قرارداد برای 1 MET به کار می‌رود و به سوخت و ساز نوعی یک فرد «متوسط» در حالت استراحت اشاره دارد. این را نباید به عنوان تقریبی از نسبت متابولیکی پایه (BMR) که نسبت متابولیکی حداقلی به دست آمده در شرایط خاص است، در نظر گرفت یا به جای آن به کار برد. این نکته را می‌توان با توجه به این واقعیت روشن ساخت که خوابیدن دارای MET 0.9 است، در حالیکه سوخت و ساز معمول یک فرد در حالت خواب ممکن است از BMR بیشتر باشد.

## فعالیت‌های فیزیکی
خلاصه‌ای از فعالیت‌های فیزیکی برای استفاده در مطالعات اپیدمیولوژیک به منظور استاندارد کردن تخصیص شدت‌های MET در پرسشنامه‌های مربوط به فعالیت فیزیکی، بسط یافت. دکتر بیل هاسکل از دانشگاه استنفورد این خلاصه را صورت بندی کرد و نمونه‌ای اولیه را برای این سند تهیه کرد. این خلاصه برای نخستین بار در بررسی فعالیت، بدنسازی و ورزش (بررسی SAFE- 1987 تا ۱۹۸۹) به کار رفت تا سوابق فعالیت فیزیکی کدبندی و نمره گذاری شوند. از آن زمان، این خلاصه در بررسی‌هایی که در سراسر جهان انجام شده به منظور تخصیص واحدهای شدت به پرسشنامه‌های مربوط به فعالیت فیزیکی و برای توسعهٔ شیوه‌هایی بدیع برای ارزیابی مصرف انرژی در مطالعات مربوط به فعالیت فیزیکی، به کار رفته‌است. این خلاصه در سال ۱۹۹۳ منتشر و در سال ۲۰۰۰ و ۲۰۱۱ به روز شد.

## محدودهٔ استفاده

### اپیدمیولوژی و بهداشت عمومی
MET (معادل سوخت و سازی): نسبت نرخ متابولیک کار به نرخ متابولیک حالت استراحت است. یک MET به صورت ۱ کیلو کالری/کیلوگرم/ساعت تعریف می‌شود و تقریباً معادل هزینهٔ انرژی مصرفی در حالت نشستن آرام است. MET همچنین به صورت جذب اکسیژن در میلی لیتر/کیلوگرم/دقیقه تعریف می‌شود و یک MET در اینجا معادل هزینهٔ اکسیژن مصرفی در حالت نشستن آرام است که برابر با ۳٫۵ میلی لیتر/کیلوگرم/دقیقه است.
مفهوم MET عمدتاً برای استفاده در بررسی‌های اپیدمیولوژیک مطرح شد که در آن‌ها پاسخ دهندگان، میزان وقتی را که به فعالیت‌های فیزیکی معین اختصاص می‌دادند، بیان می‌کردند.
علاوه بر این، MET برای ارائهٔ حد آستانه‌ای پزشکی و به عنوان دستورالعمل‌های راهنما برای مردم مورد استفاده قرار می‌گیرد. MET نسبت نرخ انرژی مصرفی در طی یک فعالیت به نرخ انرژی مصرف شده در حالت استراحت است. مثلاً، 1 MET نرخ مصرف انرژی در حالت استراحت می‌باشد. انرژی مصرفی در فعالیتی که 4 MET است، چهار برابر انرژی مورد نیاز بدن در حالت استراحت است. اگر فردی یک فعالیت 4 MET را به مدت ۳۰ دقیقه انجام دهد، او ۴ ضربدر ۳۰ = 120 MET-دقیقه (یا 2 MET-ساعت) فعالیت فیزیکی انجام داده‌است. فرد می‌تواند با انجام فعالیتی که 8 MET می‌باشد به مدت ۱۵ دقیقه، به 120 MET-دقیقه دست یابد.
| فعالیت بدنی                                                                               | متابولیزم  |
| فعالیت با شدت کم                                                                          | کمتر از ۳  |
| ----------------------------------------------------------------------------------------- | ---------- |
| خواب                                                                                      | ۰٫۹        |
| تماشای تلویزیون                                                                           | ۱٫۰        |
| نوشتن، تایپ‌کردن و کارهای پشت میز                                                          | ۱٫۸        |
| راه‌رفتن، ۲٫۷ کیلومتر بر ساعت، سطح زمین، چرخش، خیلی آهسته                                  | ۲٫۳        |
| راه رفتن، ۴ کیلومتر بر ساعت                                                               | ۲٫۹        |
| فعالیت با شدت متوسط                                                                       | ۳ تا ۶     |
| دوچرخه‌سواری، ثابت، ۵۰ وات، با تلاش خیلی کم                                                | ۳٫۰        |
| راه رفتن ۴٫۸ کیلومتر بر ساعت                                                              | ۳٫۳        |
| حرکات نرمشی، کارهای خانه، تلاش و کوشش کم و متوسط، عمومی                                   | ۳٫۵        |
| راه رفتن ۵٫۵ کیلومتر بر ساعت                                                              | ۳٫۶        |
| دوچرخه‌سواری، < ۱۶ کیلومتر بر ساعت، برای فراغت و آسایش، راه‌رفتن با آرامش                   | ۴٫۰        |
| دوچرخ‌سواری، ثابت، ۱۰۰ وات، تلاش کم                                                        | ۵٫۵        |
| فعالیت زناشوئی                                                                            | 5.8        |
| فعالیت‌های شدید                                                                            | بیشتر از ۶ |
| آهسته دویدن، عمومی                                                                        | ۷٫۰        |
| حرکات نرمشی (مانند بالا و پائین رفتن، درازنشست، بارفیکس‌زدن، بالا پریدن), سنگین، تلاش شدید | ۸٫۰        |
| دویدن یا درجا زدن                                                                         | ۸٫۰        |
| طناب‌بازی                                                                                  | ۱۰٫۰       |

### محدودیت‌های استفاده
مقادیر منتشر شدهٔ MET (یا محاسبه گرهای کالری ورزش در وبسایت‌ها که بر مبنای این مقادیر هستند) برای فعالیت‌های خاص به لحاظ تجربی و آماری از نمونه‌ای از افراد به دست می‌آیند و شاخص میانگین می‌باشند. سطح شدت یک فعالیت فیزیکی خاص که فرد آن را انجام می‌دهد (مثلاً، سرعت قدم زدن، سرعت دویدن و غیره) از شرایط تجربی شاخص که برای محاسبهٔ مقادیر استاندارد MET به کار می‌رود، انحراف دارد. افزون بر این، همان‌طور که در زیر توضیح داده می‌شود، مصرف واقعی انرژی و RMR بر اساس سطح کلی تناسب اندام شخص و دیگر عوامل متفاوت است.
همین مطلب در مورد مقادیر MET (یا کیلوکالری) هم صادق است که در تجهیزات ورزشی جدید تناسب اندام به کار می‌رود، مبنای آن الگوهای آماری است و صرفاً دارای مقدار شاخص می‌باشد. در این مورد، حتی اگر مقدار MET مشخص شده نسبت به جدول‌های منتشر شده، پیش‌بینی آماری بهتری به دست دهد، هیچ راهی برای توضیح RMR واقعی فرد و در نتیجه مصرف انرژی، وجود ندارد (مثلاً، کیلو کالری). به‌طور خلاصه، فرد می‌تواند از مفهوم MET برای برنامه‌ریزی یا رصد کردن سطوح فعالیت فیزیکی استفاده کند یا شاخصی از شدت آیروبیک و ترتیب مقدار مصرف انرژی برای یک فعالیت خاص را به دست آورد، اما نمی‌تواند از مفهوم MET برای محاسبهٔ مصرف واقعی انرژی یا تعادل بین ورودی و خروجی انرژی در یک روز استفاده کند.
به‌طور خاص تر، از یک دیدگاه علمی تر، پیش‌بینی‌های تخمینی مبتنی بر آمار مانند MET یا BMI هنگامی که برای افراد خاص به کار می‌روند، غیر دقیق هستند و مقادیر MET باید تنها به عنوان شاخص به کار رود، با در نظر گرفتن اینکه هم RMR و هم مصرف واقعی انرژی به شدت وابسته به عوامل فیزیکی و زیست‌محیطی مانند چاقی، سطح تناسب فیزیکی، سلامتی قلب یا حتی دمای محیط پیرامون می‌باشند.
علاوه بر این، حتی تعریف MET نیز وقتی برای افراد خاص به کار می‌رود با مشکل مواجه است. بر حسب قرارداد، 1 MET معادل مصرف 3.5 ml O2•kg−۱•min−۱ (یا ۳٫۵ میلی لیتر اکسیژن برای هر کیلوگرم وزن بدن در هر دقیقه) در نظر کرفته می‌شود و تقریباً برابر با مصرف ۱ کیلو کالری به ازای هر کیلوگرم وزن بدن در هر ساعت است. این مقدار برای نخستین بار به صورت تجربی از میزان اکسیژن مصرفی یک فرد خاص در حالت استراحت (مردی تندرست، ۴۰ ساله با وزن ۷۰ کیلوگرم) به دست آمده‌است و از این رو باید به عنوان یک قرارداد در نظر گرفته شود. از آنجا که RMR یک فرد عمدتاً بستگی به تودهٔ خالص بدنی (و نه وزن کل) او و دیگر عوامل فیزیولوژیکی وی نظیر وضعیت سلامتی، سن و غیره دارد، RMR واقعی (و در نتیجه معادل‌های 1-MET) ممکن است به نحو قابل ملاحظه‌ای با قاعدهٔ تجربی کیلو کالری (کیلوگرم بر ساعت) متفاوت باشد. اندازه‌گیری‌های RMR به کمک گرماسنجی در بررسی‌های پزشکی نشان داده‌اند که مقدار قراردادی 1-MET مصرف واقعی اکسیژن و انرژی را در حالت استراحت به‌طور متوسط در حدود ۲۰٪ تا ۳۰٪ بیش از حدی که هست تخمین می‌زند، در حالیکه ترکیب بدنی (نسبت چربی بدن به تودهٔ خالص بدنی) بیشتر این مغایرت را توضیح می‌دهد.

## پیوند به خارج
- The Compendium of Physical Activities Tracking Guide - sites.google.com
- The Compendium of Physical Activities - University of South Carolina
- Better weight management through science - mayin.org/ajaysha